# Quasi uomo
Quasi uomo (Mer eller mindre mann) è un film del 2012 diretto da Martin Lund.

## Riconoscimenti
- Globo di Cristallo 2012 al Festival internazionale del cinema di Karlovy Vary